# Cantó de Bordeus-8

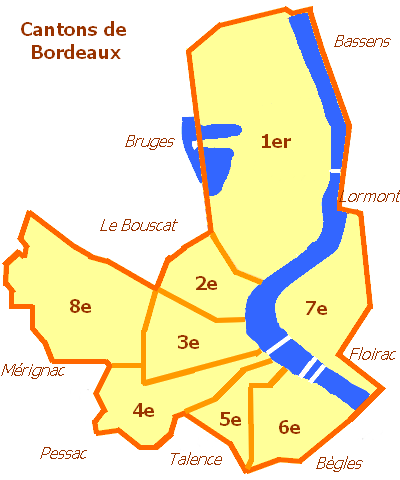
Els 8 cantons de Bordeus

El cantó de Bordeus-8 és un cantó francès del departament de la Gironda, situat al districte de Bordeus. Comprèn la part occidental del municipi de Bordeus (quartier de Caudéran).

## Història
| Data d'elecció                           | Identitat       | Partit           | Qualitat |
| ---------------------------------------- | --------------- | ---------------- | -------- |
| 1974-1985                                | William Lacoste | RPR              |          |
| 1985-1998                                | Pierre Castets  | RPR              |          |
| 1998-                                    | Pierre Lothaire | RPR, després UMP |          |
| les dades anteriors no són pas conegudes |                 |                  |          |
|                                          |                 |                  |          |

## Demografia
| 1962 | 1968 | 1975 | 1982 | 1990 | 1999 | 2006   |
| ---- | ---- | ---- | ---- | ---- | ---- | ------ |
| -    | -    | -    | -    | -    | -    | 39.937 |